# Герб Циганів
Герб Циганів — офіційний символ села Цигани. Затверджений 5 лютого 1997 року рішенням сесії сільської ради. 
Автори проєкту — А. Гречило та І. Скочиляс.

## Опис
У золотому полі чорне колесо, над ним — три зелені букові листочки в один ряд.

## Зміст
Колесо від воза символізує заняття мешканців села, котрі займалися виготовленням різного реманенту (колесо фігурує і на старій печатці громади), а також нав'язує до легенд про виникнення села. Букові листочки вказують на розташування Циганів серед колись багатих букових лісів. Золото означає багатство і щедрість.

## Цікаві факти
Колесо від воза зображено на національному флазі циган, тому герб можна вважати напівпромовистим.